# サラ・スティール
サラ・ジェーン・スティール（Sarah Jane Steele, 1988年9月16日 - ）は、アメリカ人の女優。CBSの法律ドラマ『グッド・ワイフ』とそのスピンオフシリーズ『グッド・ファイト』のマリッサ・ゴールド役でよく知られている。

## 生い立ち
ペンシルベニア州フィラデルフィアで生まれた。母親のキャサリン・A・ハイはペンシルベニア大学の血液腫瘍内科医であり、父親のジョージ・スティールは同大学医学部の教授を務めていた栄養学を専門とする内科医である。
ペンシルバニア州南東部の私立学校であるエピスコパル・アカデミーを2006年に卒業した。2011年にコロンビア大学で英語の学士号を取得して卒業した。

## キャリア
2004年の映画『スパングリッシュ 太陽の国から来たママのこと』のバーニス役を演じてブレイクした後も演技を続け、『ロー&オーダー』のエピソードや映画に出演しており、ヘイデン・パネッティーア、ティム・デイリー、ダン・ヘダヤと共演した『ミスター・ギブ』、マット・デイモン、マシュー・ブロデリック、アンナ・パキン、マーク・ラファロ、アリソン・ジャネイらと共演した『マーガレット』などに出演していた。
スティールは、2006年9月から2006年12月にエイコーン・シアターで上演された The Prime of Miss Jean Brodie オフ=ブロードウェイ・プロダクションに出演した。2007年から2008年にかけては、オフブロードウェイ公演 Speech & Debate に出演した。2012年1月から3月までは、エイコーン・シアターで上演されたオフ=ブロードウェイ演劇 Russion Transport にミラ役で出演した。2014年後半、ドナルド・マーグリーズの The Country House でブロードウェイデビューを果たし、孫娘スージー役でブライス・ダナーの相手を務めた。2015年には劇 The Humans に出演し、最初はオフブロードウェイで、その後ブロードウェイで上演された。スティールは他のオフブロードウェイや地域の作品にも出演している。
2009年、『ゴシップ・ガール』にジェニー・ハンフリーのコティリオンでのライバルであり、エリック・ファン・デル・ウッドセンの友人でもあるキラ・アバーナシー役で出演した 。
2011年、スティールはイーライ・ゴールド（アラン・カミング）の娘マリッサ・ゴールドとして、『グッド・ワイフ』の3つのエピソードに登場した。スティールは2014年から番組が終了した2016年までこの役を再演して合計22エピソードに出演し、現在は『グッド・ワイフ』のスピンオフ作品である『グッド・ファイト』で同じ役を演じている。

## 出演作

### 映画
| 年   | 題名                                                     | 役                               | 備考                             |
| ---- | -------------------------------------------------------- | -------------------------------- | -------------------------------- |
| 2004 | スパングリッシュ 太陽の国から来たママのこと Spanglish    | バーニス・“バーニー”・クラスキー |                                  |
| 2006 | ミスター・ギブ Mr. Gibb                                  | アンバー・ジンクス               | DVD発売タイトル The Good Student |
| 2008 | Man                                                      | マギー                           | 短編                             |
| 2008 | 一枚のめぐり逢い The Lucky Ones                          | ジャケットの少女                 |                                  |
| 2008 | Old Days                                                 | カーラ                           | 短編                             |
| 2009 | My Father's Will                                         | ナンシー・カーティス             |                                  |
| 2010 | 善意の向こう側 Please Give                               | アビー                           |                                  |
| 2010 | Monkeywrench                                             | N/A                              | 短編                             |
| 2011 | マーガレット Margaret                                    | ベッキー                         |                                  |
| 2012 | Last Kind Words                                          | ケイティー                       |                                  |
| 2013 | 私にもできる!イケてる女の10（以上）のこと The To Do List | ウェンディー                     |                                  |
| 2013 | Relics                                                   | シェリー                         | 短編                             |
| 2014 | The Mend                                                 | サラ                             |                                  |
| 2014 | Adult Beginners                                          | サラ                             |                                  |
| 2014 | All Relative                                             | ベス                             |                                  |
| 2017 | Speech & Debate                                          | ディワータ                       |                                  |
| 2017 | 結婚まで1% Permission                                    | スティーヴィー                   |                                  |
| 2018 | Ask for Jane                                             | ドナ                             |                                  |
| 2020 | Viena and the Fantomes                                   | Loona                            |                                  |

### テレビ
| 年              | 題名                                                    | 役                 | 備考                       |
| --------------- | ------------------------------------------------------- | ------------------ | -------------------------- |
| 2006            | ロー&オーダー Law & Order                               | ケイティ・ホワイト | Episode: "Cost of Capital" |
| 2008            | LAW & ORDER:犯罪心理捜査班 Law & Order: Criminal Intent | テッサ・ノービル   | Episode: "Legacy"          |
| 2009            | ゴシップ・ガール Gossip Girl                            | キラ・アバナシー   | ゲスト: 2 episodes         |
| 2011            | ハリーズ・ロー 裏通り法律事務所 Harry's Law             | セラ・ヴィンソン   | Episode: "Queen of Snark"  |
| 2011, 2014-2016 | グッド・ワイフ The Good Wife                            | マリッサ・ゴールド | 不定期出演: 22 episodes    |
| 2013            | ブルーブラッド 〜NYPD家族の絆〜 Blue Bloods             | レベッカ           | Episode: "Men in Black"    |
| 2013            | ナース・ジャッキー Nurse Jackie                         | ハンナ・コーエン   | ゲスト: 2 episodes         |
| 2014            | GIRLS/ガールズ Girls                                    | レベッカ           | Episode: "Flo"             |
| 2016            | BULL / ブル 法廷を操る男 Bull                           | エレン・ハフ       | Episode: "Unambiguous"     |
| 2017-2021       | グッド・ファイト The Good Fight                         | マリッサ・ゴールド | レギュラー                 |